# Horn

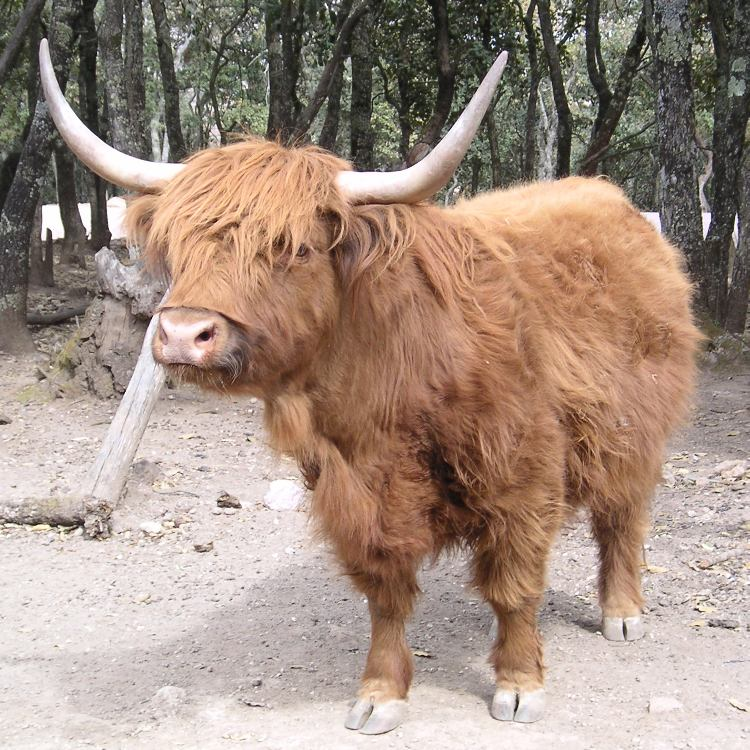
Ein Schottisches Hochlandrind, zu dessen typischen Merkmalen die langen Hörner gehören

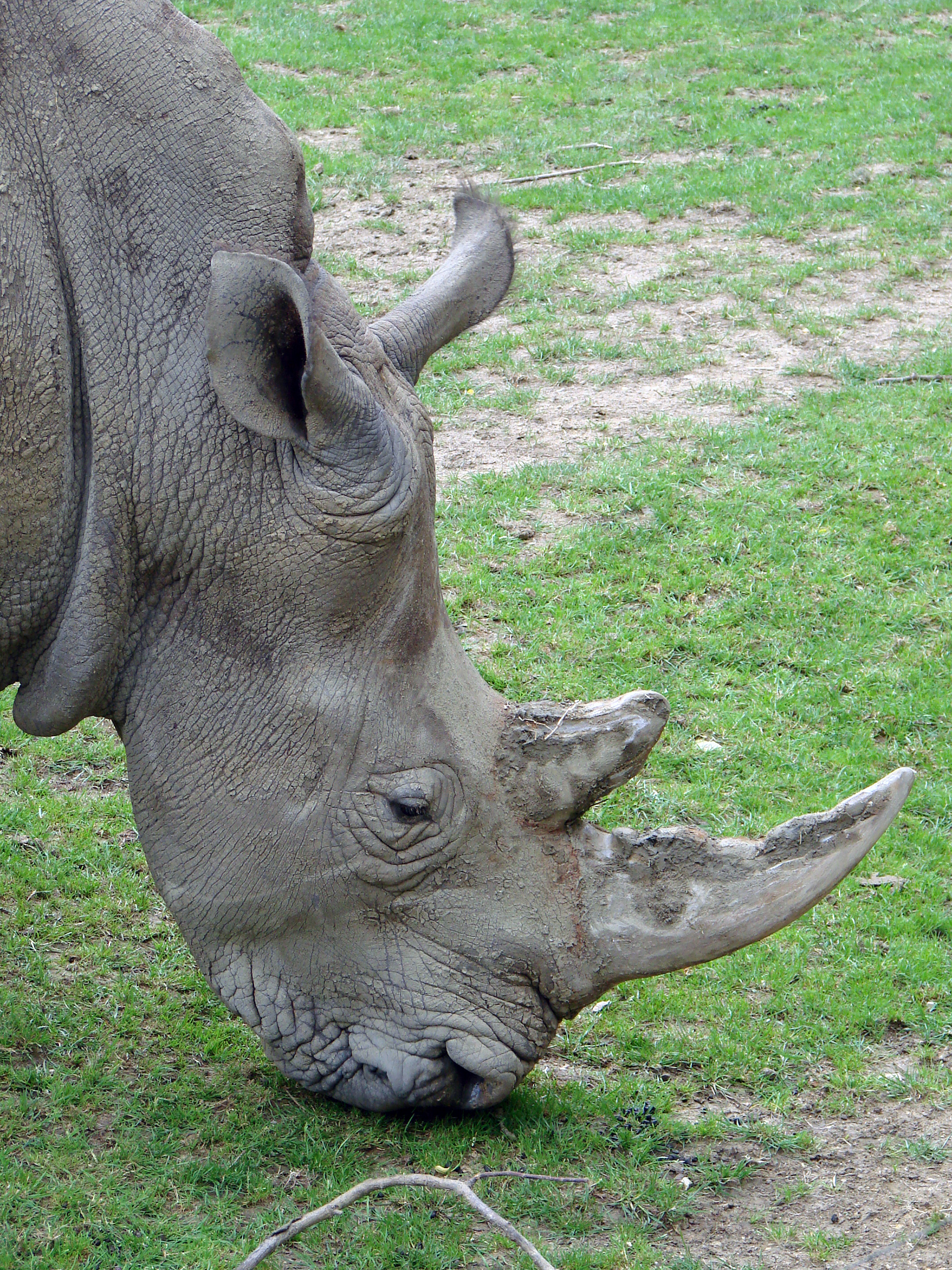
Nashorn

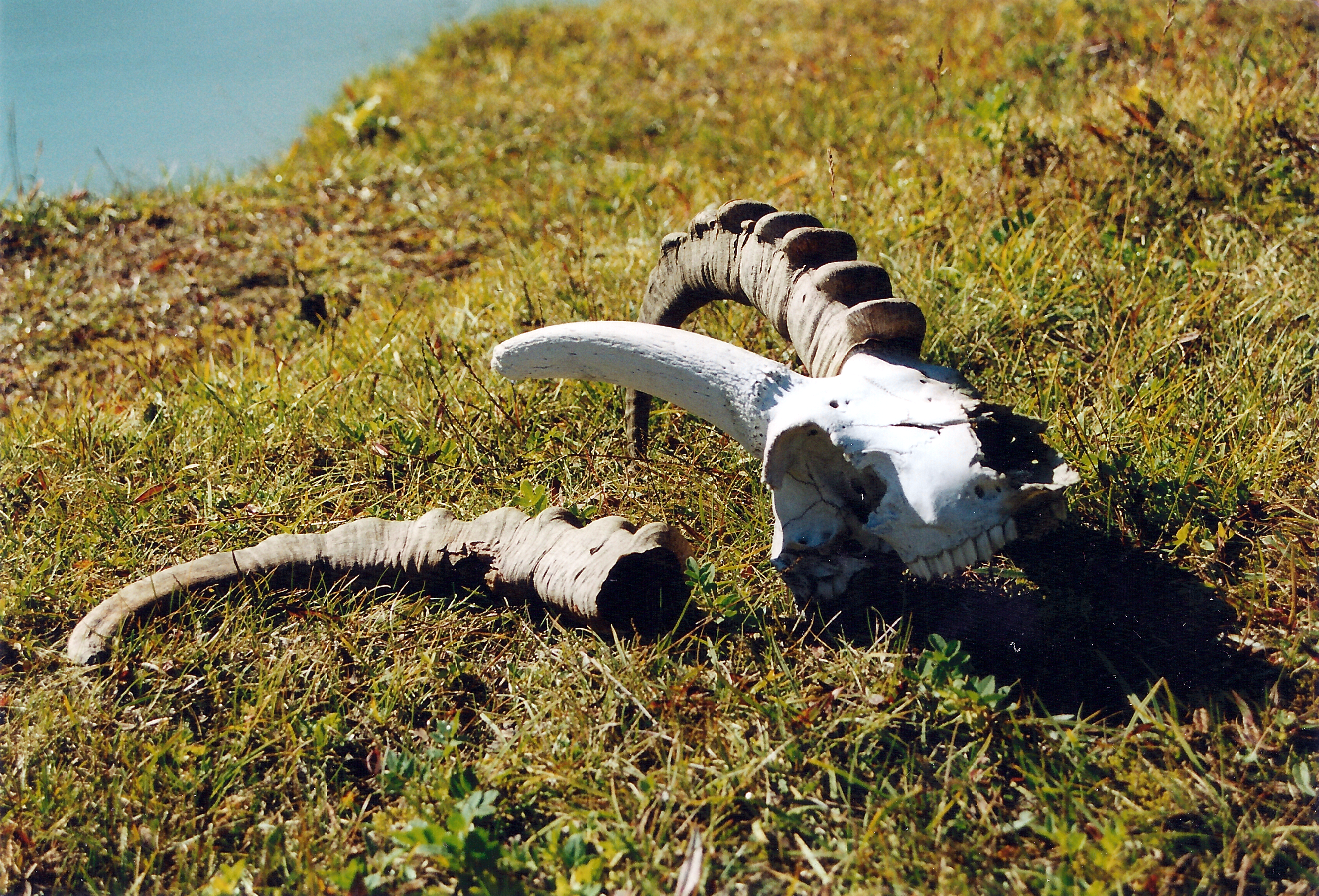
Horn abgelöst vom Schädel eines Steinbocks

Horn (lateinisch Cornu, Plural Cornua) nennt man den Auswuchs am Kopf der Hornträger und der Nashörner. Im übertragenen Sinne werden auch ähnliche Gebilde am Körper anderer Tiere als „Horn“ bezeichnet. Hörner bestehen aus Hornsubstanz, bei welcher Keratine in den Zellen abgelagert werden. Die entsprechende Kopfregion wird in der Tieranatomie Regio cornualis bezeichnet. Sie umfasst das Horn und den Horngrund (Basis cornus).

## Etymologie
Das gemeingermanische Wort mittelhochdeutsch, althochdeutsch horn ist, wie z. B. auch das gleichbedeutende lateinische Wort cornu, eine Bildung zu der indogermanische Wurzel *ker[ə]- „Horn“, „Geweih“, auf die auch die Wörter Hirn und Hirsch sowie lateinisch cervus zurückgehen.

## Horn im eigentlichen Sinne
Das Horn der Hornträger (Bovidae), einer Familie der Wiederkäuer, zu denen unter anderem Antilopen, Rinder, Schafe und Ziegen gehören, ist ein hohler Überzug über einen Knochenzapfen (Processus cornualis). Dieser Knochenzapfen ist von einer modifizierten, gut durchbluteten Hautschicht überzogen, welche eine stark verhornte Epidermis aufweist. Hörner gehören damit zu den Hautanhangsgebilden. Am Horn werden eine Basis (Basis cornus), ein Körper (Corpus cornis) und eine Spitze (Apex cornis) unterschieden. Größe und Form sind art-, alters- und geschlechtsspezifisch, männliche Individuen haben meist kräftigere Hörner. Hörner sind permanente Bildungen und wachsen, im Gegensatz zum Geweih, ein ganzes Leben lang. Die Geweihe der Hirsche (Cervidae) bestehen aus Knochensubstanz und zählen daher nicht als Hörner.
Das Horn der Nashörner besteht aus durch die gesamte Hornlänge verlaufenen fadenförmigen Strängen, deren Zwischenräume mit Hornsubstanz ausgefüllt sind. Der Kern des Hornes ist deutlich kompakter und meist schwarz gefärbt, nach außen hin wird es deutlich faseriger und nimmt eine hellgraue Farbe an. Da Hornsubstanz nicht innerviert ist, lassen sich Nashornhörner schmerzlos zurückschneiden oder absägen, eine Maßnahme, die zum Schutz der Tiere vor Wilderern angewendet wird.

## Nutzung durch den Menschen
Hörner der Hornträger wurden zu Behältern, Trinkhörnern, Malhörnern oder Musikinstrumenten verarbeitet. Auch Schuhanzieher, Kämme, Knöpfe und Brillenfassungen wurden aus dem Material gefertigt. Heute wird Horn weitgehend durch andere Stoffe ersetzt, beispielsweise Celluloseacetat. Nashornhorn wird pulverisiert in der traditionellen chinesischen Medizin angewendet und soll fiebersenkend wirken und eine Reihe von Erkrankungen heilen können. Gegenwärtig wird illegal gewonnenes Nashornhorn vor allem in Vietnam als Mittel gegen Krebs verarbeitet.

## Auswüchse aus anderen Körpersubstanzen

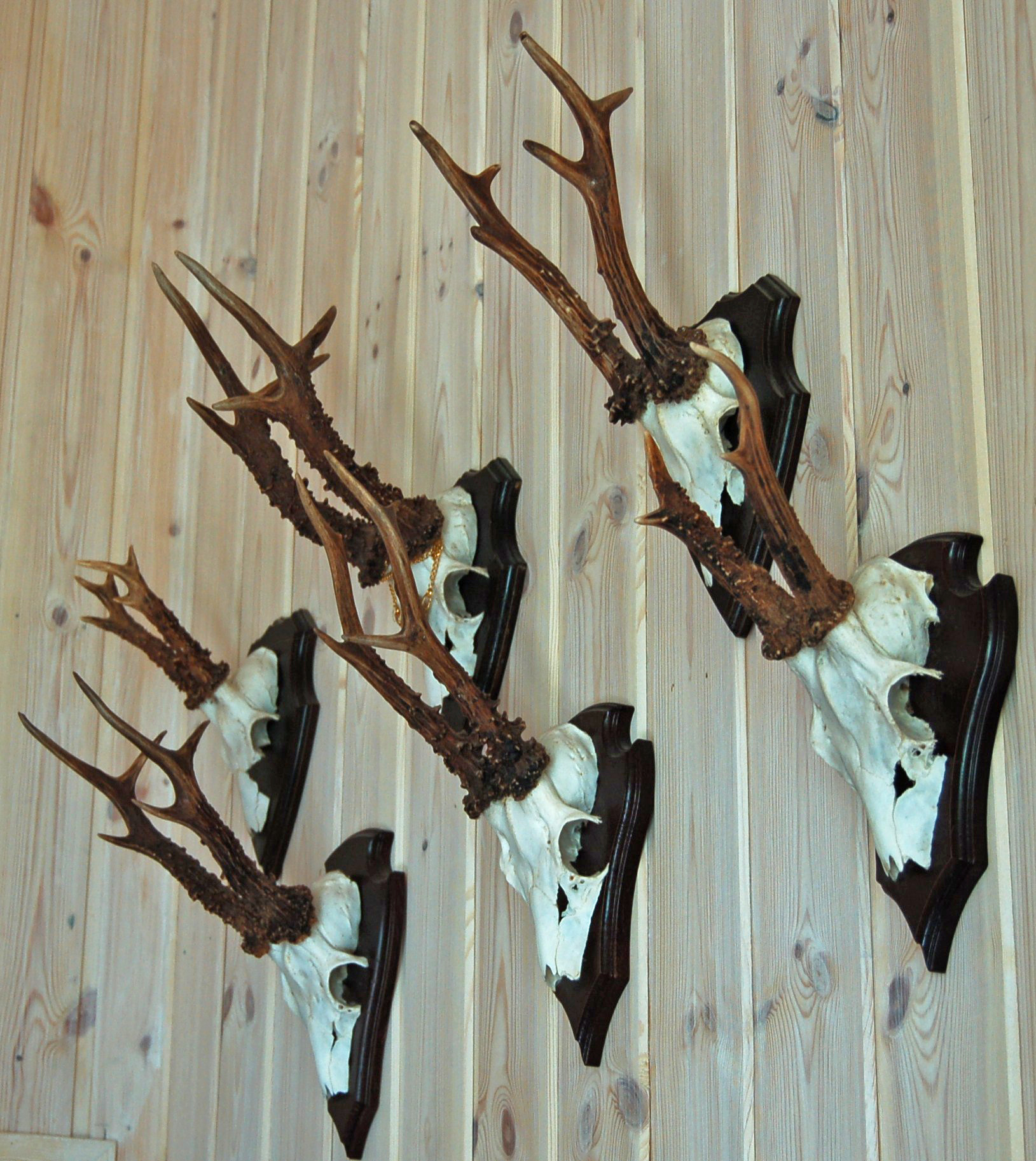
Rehgehörne

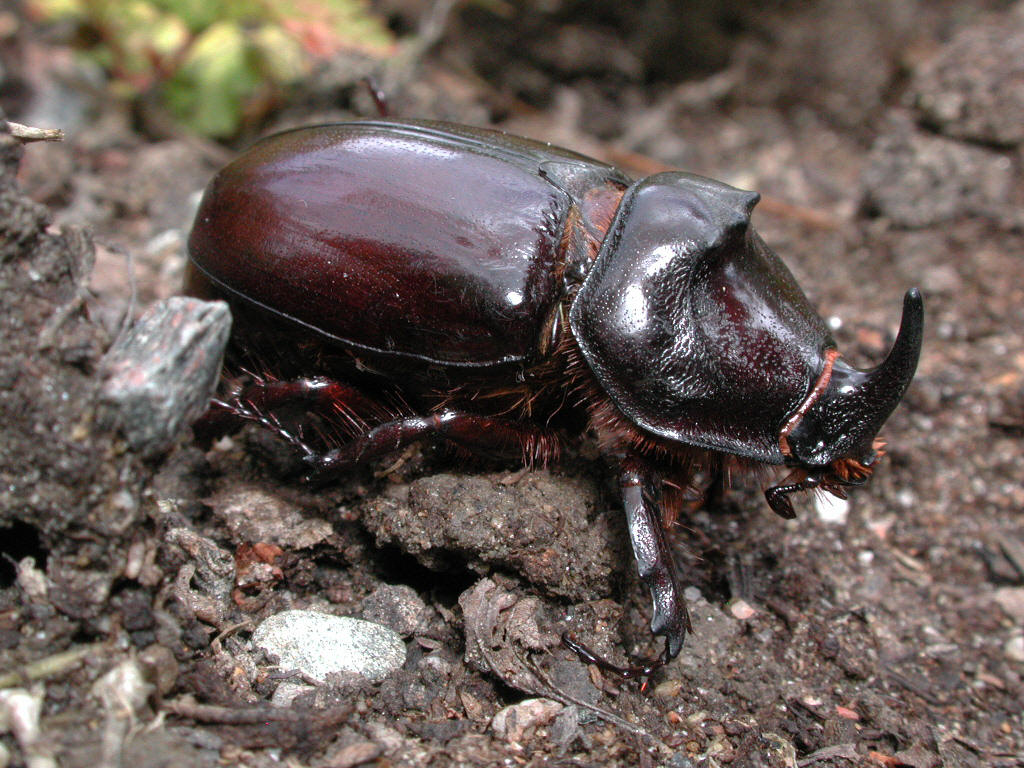
Nashornkäfer (Oryctes nasicornis), ♂

In der Jägersprache werden Geweihe als „Gehörn“ bezeichnet. Das Geweih der Hirsche besteht jedoch nicht aus Horn, sondern aus massiver Knochensubstanz.
Das „Horn“ von Narwalen ist vielmehr ein Stoßzahn.
Auch bei anderen Tiergruppen, beispielsweise manchen Käfern, spricht man von Hörnern für analoge Fortsätze; bei den Insekten sind diese als Teil des Exoskeletts aus Chitin gebildet.

## Horn in der Redensart
In mehreren Redensarten spielen Hörner eine Rolle, beispielsweise „jemandem Hörner aufsetzen“, „sich die Hörner abstoßen“ oder „jemanden auf die Hörner nehmen“.

## Horn im Namen
Namen von Lebewesen führen den Zusatz Horn- meist, wenn diese sich entweder durch spitze harte Auswüchse am Kopf oder durch den Besitz von sehr harten Substanzen in der Außenhaut auszeichnen:
- Säugetiere: Hornträger (dazu das legendäre Einhorn), Nashorn
- Vögel: Doppelhornvogel, Nashornvögel, Hornvögel
- Dinosaurier: Triceratops (wörtlich „Dreihorngesicht“)
- Reptilien: Hornviper (Name für einige Schlangenarten)
- Amphibien: Hornfrosch
- Fische: Hornhecht
- Insekten: Hornfliegen, Mondhornkäfer, Nashornkäfer
- Spinnentiere: Hornmilben
- Nesseltiere: Hornkorallen
- Pilze: Hörnlinge
- Pflanzen: Hornblatt, Hornklee

Der Begriff Horn wird in der Geografie auch für mehr oder weniger spitze Erhebungen, beispielsweise Matterhorn, Weisshorn, Täschhorn und Weimarer Horn, oder für die Halbinsel Wehrhorn verwendet.